# Plymouth (Vermont)
Plymouth és una població dels Estats Units a l'estat de Vermont. Segons el cens del 2000 tenia 555 habitants.

## Demografia
Segons el cens del 2000, Plymouth tenia 555 habitants, 251 habitatges, i 168 famílies. La densitat de població era de 4,4 habitants per km².
Dels 251 habitatges en un 23,5% hi vivien nens de menys de 18 anys, en un 55,8% hi vivien parelles casades, en un 5,2% dones solteres, i en un 32,7% no eren unitats familiars. En el 27,1% dels habitatges hi vivien persones soles el 10% de les quals corresponia a persones de 65 anys o més que vivien soles. El nombre mitjà de persones vivint en cada habitatge era de 2,21 i el nombre mitjà de persones que vivien en cada família era de 2,59.
Per edats la població es repartia de la següent manera: un 18% tenia menys de 18 anys, un 2,9% entre 18 i 24, un 26,3% entre 25 i 44, un 33,2% de 45 a 60 i un 19,6% 65 anys o més.
L'edat mediana era de 47 anys. Per cada 100 dones de 18 o més anys hi havia 107,8 homes.
La renda mediana per habitatge era de 43.438 $ i la renda mediana per família de 46.667 $. Els homes tenien una renda mediana de 29.583 $ mentre que les dones 27.917 $. La renda per capita de la població era de 25.272 $. Entorn del 3,5% de les famílies i el 5,4% de la població estaven per davall del llindar de pobresa.